# Flixecourt
Flixecourt település Franciaországban, Somme megyében. Lakosainak száma 3247 fő (2022. január 1.). Flixecourt Belloy-sur-Somme, Bettencourt-Saint-Ouen, Bourdon, L’Étoile, Hangest-sur-Somme, Saint-Ouen és Ville-le-Marclet községekkel határos.

## Népesség
A település népességének változása:
| Lakosok száma | 3205 | 3170 | 3244 | 3173 | 3205 | 3237 | 3249 | 3245 | 3247 |
|               | 2013 | 2015 | 2016 | 2017 | 2018 | 2019 | 2020 | 2021 | 2022 |